# Distanza genetica
La distanza genetica è la misura della divergenza genetica del materiale genetico tra specie o tra popolazioni all'interno di una specie, sia che la distanza misuri il tempo trascorso da un antenato comune che il grado di differenziazione tra le specie.
La distanza genetica è utile per ricostruire la storia delle popolazioni, come ad esempio le molteplici espansioni umane fuori dall'Africa. Viene anche utilizzata per comprendere l'origine della biodiversità; ad esempio, le distanze genetiche tra diverse razze di animali domestici vengono spesso studiate per determinare quali razze debbano essere protette per preservare la diversità genetica.

## Descrizione
Tutta la vita attuale è basata sulla cosiddetta "molecola dell'eredità", il DNA (acido desossiribonucleico). Le molecole di DNA sono una doppia elica, simile a una scala a chiocciola (spirale), i cui fianchi sono costituiti da un'alternanza di desossiribosio di 5 carboni e un gruppo fosfato, mentre i "gradini" della spirale sono basi azotate di due tipi:  purine azotate pirimidina. Queste basi sono la adenina (A), sempre accoppiata con la timina (T), e la guanina (G), sempre appaiata alla citosina (C). Questa è la sequenza delle basi nell'elica, (per esempio, ATTTCGCCAAG) la quale è copiata e trasposta ai discendenti durante la riproduzione cellulare.
Confrontando la percentuale della differenza tra gli stessi geni di differenti specie, può ottenersi una misura numerica della "distanza genetica". Dipendendo dalla differenza, e correggendo questa tramite tassi conosciuti di evoluzione, la distanza genetica può essere usata come uno strumento per costruire cladogrammi che mostrino l'albero genealogico di tutti gli esseri viventi.
Così, il fatto che la distanza genetica tra gli scimpanzé e gli esseri umani è di solo l'1,6% (vale a dire, vi è circa il 98,4% di similitudine), suggerisce che gli esseri umani e gli scimpanzé condividano un antenato comune da circa 5 milioni di anni, e che entrambe le specie sono più strettamente relazionate fra loro che con i gorilla o gli orangutan (i quali si differenziarono rispettivamente circa 9 milioni e 12 milioni di anni fa).
Esistono vari metodi differenti per definire la distanza genetica. Una forma di misurazione è data dalla formula D=−log(In). La quantità In rappresenta l'"identità genetica" o la "similarità genetica", e definita come In=ΣI÷#loci, dove I=(Σ Pix•Piy)÷[(ΣPix²)·(ΣPiy²)]½. 
Pix è la proporzione di alleli i in una popolazione X, Piy è il rapporto di alleli i in una popolazione Y.